# Bech (dokumentarfilm)
Bech er en dansk dokumentarfilm fra 2015 instrueret af Tami Vibberstoft og Niels Gade.

## Handling
Jens Jørgen Bech er pensioneret lærer og bor i et fint gult hus i Langballe. Bech har haft et langt skoleliv, og filosofi, kunst og religion fylder meget i hans liv. Hans fortælling starter på hans første skoledag i Brandstrup, og herfra tager han os med på en tidsrejse. Vi kommer omkring Hjortshøj, Tulstrup, Malling og Odder, og vi hører blandt andet om hans virke på københavnske skoler og Mårslet skole.

## Medvirkende
- Jens Jørgen Bech